# 野村明弘
野村 明弘（のむら あきひろ、1975年3月9日 - ）は、フリーアナウンサー。元長崎文化放送 (ncc) アナウンサー。

## 略歴
東京都青梅市出身。法政大学第一高校を経て法政大学社会学部卒業。高校3年次からマスコミ志望で、就職活動時もアナウンス志望を貫き、自主留年の末1998年に長崎文化放送 (ncc) に入社。
2002年に長期休暇した際にロンドンとパリに旅行に行ったのを機に海外留学の意欲が芽生え、2003年9月にnccを退社して単身渡英。昼は語学学校に通い、夜はサッカー三昧という生活を送る。2004年1月に一時帰国した際に大学の先輩だった石原敬士を介して西岡明彦から連絡を受け、西岡のフットメディア設立にあたってアナウンサーへの現地情報収集などで協力。2005年に帰国後はそのままフットメディアに所属し、スコティッシュ・プレミアリーグを皮切りにプレミアリーグ、リーグ・アン、UEFAチャンピオンズリーグといった海外サッカー中継で実況を務める。
かつて放送されていたリーグ・アン（J SPORTS）では、遠藤雅大とコンビを組むことが多かった。2010/11シーズンのリーグ・アン中継再開後は中山淳とのコンビが多い。2011-12シーズンはUEFAヨーロッパリーグの現地実況を担当した。
後にフットメディアを離れ、フリーランスとして活動している。

## エピソード
- 青梅市の中でも西側の奥多摩町寄りの山間部出身で[1]、高校進学時（当時法政一高は吉祥寺にあった）に周囲との間でかなりのギャップを感じたという[1]。後にロンドン留学した際は、この時ほどではなかったとのこと。
- ncc入社当初は「記者兼アナウンサー」として、アナウンサーよりもむしろ記者としての業務を多く担当し[注 1]、諫早湾干拓問題を担当したほか、長崎県議会の超党派議員団が北朝鮮を訪問した際にもカメラマン兼レポーター兼記者として同行取材した経験を持つ[2]。
- ncc時代の同僚とは親交が深く、2003年の中途退社も上司に背中を押されての円満退社であったという[2]。フリー転向後も全国高等学校野球選手権長崎大会の実況を担当しているのはこの時の縁が続いていることによるものである[2]。
- 留学時に親交を持った人物の一人にケルン体育大学に留学中だった白石通史（現・湘南ベルマーレコーチ）がいる[2]。
- UEFAチャンピオンズリーグ 2004-05 決勝を実況を担当した西岡、解説を担当した粕谷秀樹らと共に現地で観戦している。この時のリヴァプールファンの様子を見て「フットボールはこんなにも人の心を掴むんだ」と改めて感銘を受けたという[2]。
- プレミアリーグのチェルシーFCのファンであると公言している。ロンドンに留学した際、元々はアーセナルのサッカーが好きで、アーセナルの試合を観に行こうとしたがチケットが取れず、代わりにチェルシーの試合を観に行ったことでチェルシーを応援するようになった。UEFAチャンピオンズリーグの決勝はチェルシーに関係なくほぼ毎年現地観戦しているが、チェルシーが決勝に進んだ07/08シーズンと11/12シーズンは現地観戦できなかった（11/12シーズンは日本でフットボールリーグ・チャンピオンシッププレーオフの実況を担当していた）。ちなみにお気に入りの選手はフランク・ランパード[2]。
- 2006-07シーズンのJ SPORTS・リーグ・アン中継時限定で放送されたCM「日清のどん兵衛 J SPORTS編」に遠藤雅大・中山淳と共に出演（ハーフタイム中に実況担当の野村と解説者がスタジオで「どん兵衛」を食べる様子がそのまま放送されてしまったという設定）。このCMは同年のカンヌライオンズ 国際クリエイティビティ・フェスティバルのメディア部門で銅賞を獲得している（CS放送のみで放送されたオリジナルCMとしては初の受賞）[3]。
- 王立英国建築家協会認定建築士で、2012年の国立競技場のデザインコンペで選ばれたザハ・ハディッド案の実施設計や、カンプ・ノウの改築などに携わっている野村映之（日建設計勤務）は弟[4][5]。

## 出演番組
- サッカー中継（実況）
  - Jリーグ（DAZN）
  - プレミアリーグ（U-NEXT）
  - ブンデスリーガ（スカパー！）
  - UEFA欧州選手権（DAZN）
- 全国高等学校野球選手権長崎大会（長崎文化放送、退社後も引き続き担当）実況
- 内田篤人のFOOTBALL TIME（DAZN）司会
- FOOTBALL FREAKS（DAZN）司会
- Premier League FREAKS（DAZN） 司会
- Premier League FREAKS Voice（DAZN） 司会
- プレミアリーグブラボー（サッカーキングYouTubeチャンネル）

### 注記
1. ↑  このことは、入社前の時点で周囲から「テレビ朝日系列の“平成新局”に入社したらほぼ記者の仕事だ」と聞かされていたという[2]。

## 参考資料
- 土屋雅史 (2020年3月25日). “『Foot!』Five Stories〜野村明弘(前編)〜（2017年3月7日掲載）”.  J SPORTS. 2020年3月29日閲覧。
- 土屋雅史 (2020年3月26日). “『Foot!』Five Stories〜野村明弘(後編)〜（2017年3月7日掲載）”.  J SPORTS. 2020年3月29日閲覧。